# Паганіні: скрипаль диявола
Паганіні: скрипаль диявола (англ. The Devil's Violinist) — біографічний фільм 2013 року, заснований на історії життя італійського скрипаля і композитора XIX століття Нікколо Паганіні. Прем'єра фільму в США відбулася 10 березня 2014 року на Міжнародному кінофестивалі в Маямі.

## Сюжет
Скрипаль і композитор 19-го століття Нікколо Паганіні накликає на себе гнів свого диявольського менеджера під час підготовки до дебютного виступу в Лондоні і закохується в доньку англійського диригента-імпресаріо.

## У ролях
| Актор            | Роль                          |
| ---------------- | ----------------------------- |
| Девід Ґарретт    | головна роль Нікколо Паганіні |
| Джаред Гарріс    | головна роль Урбані           |
| Джоелі Річардсон | Етель Ленгем                  |
| Крістіан Маккей  | Джон Ватсон                   |
| Вероніка Феррес  | Елізабет Веллс                |
| Гельмут Бергер   | лорд Бергерш                  |
| Олівія Д'Або     | Примроуз Блекстоун            |
| Андреа Дек       | Шарлотта Ватсон               |

## Зйомки
Зйомки проходили в Німеччині, Австрії та Італії.

## Музика
Скрипаль Девід Ґарретт виконує у фільмі багато творів Паганіні, зокрема Каприс № 24 ля-мінор і «Венеціанський карнавал».
В англійській версії «Io Ti Penso Amore» вокальну партію виконує Ніколь Шерзінгер. Вокал італійською мовою у фільмі виконує Андреа Дек.

## Реліз
Прем'єра фільму відбулася 31 жовтня 2013 року в Німеччині, 27 лютого 2014 року в Італії, а в США — 10 березня 2014 року на Міжнародному кінофестивалі в Маямі.

## Відгуки
Саймон Абрамс на вебсайті RogerEbert.com відкриває свою рецензію на фільм словами: «Хоча "Скрипаль диявола", захоплюючий байопік про натхненного/одержимого скрипаля і композитора Нікколо Паганіні, закінчується на кислій ноті, він також гарний і вдумливий».